# Rijeka Voćanska
Rijeka Voćanska – wieś w Chorwacji, w żupanii varażdińskiej, w gminie Donja Voća. W 2011 roku liczyła 264 mieszkańców.